# Seznam chráněných území v okrese Bratislava V
Toto je seznam chráněných území v okrese Bratislava V aktuální k roku 2015, ve kterém jsou uvedena chráněná území v oblasti okresu Bratislava V.
| Kód  | Obrázek                       | Typ | Název               | Rozloha (ha) | Galerie Commons                                            | Popis území | Souřadnice                      |
| ---- | ----------------------------- | --- | ------------------- | ------------ | ---------------------------------------------------------- | ----------- | ------------------------------- |
| 1108 |                               | CHA | Hrabiny             | 7,0500       |                                                            |             |                                 |
| 1130 | Pohled na Chorvatské rameno   | CHA | Chorvátske rameno   | 9,8463       |                                                            |             | 48°6′33″ s. š., 17°6′40″ v. d.  |
| 1097 |                               | CHA | Jarovská bažantnica | 78,2579      |                                                            |             |                                 |
| 1263 |                               | CHA | Ostrovné lúčky      | 674,39       |                                                            |             | 48°2′42″ s. š., 17°10′29″ v. d. |
| 1206 | Cyklocesta v Pečnianskom lese | CHA | Pečniansky les      | 295,3500     |                                                            |             | 48°8′2″ s. š., 17°4′33″ v. d.   |
| 1191 | Soví les                      | CHA | Soví les            | 41,8700      | Kategorie „Soví les (protected area)“ na Wikimedia Commons |             | 48°8′4″ s. š., 17°7′58″ v. d.   |
| 1134 |                               | PR  | Starý háj           | 76,6520      |                                                            |             |                                 |

## Zrušená chráněná území
| Kód  | Obrázek | Typ | Název            | Rozloha (ha) | Galerie Commons | Popis území | Souřadnice |
| ---- | ------- | --- | ---------------- | ------------ | --------------- | ----------- | ---------- |
| 1124 |         | PR  | Dunajské ostrovy | 219,7100     |                 |             |            |
| 122  |         | PR  | Ostrovné lúčky   | 54,9300      |                 |             |            |